# Valenzuela de Calatrava
Valenzuela de Calatrava ist ein zentralspanischer Ort und eine Gemeinde (municipio) mit 653 Einwohnern (Stand: 2024) im Zentrum der Provinz Ciudad Real in der autonomen Region Kastilien-La Mancha.

## Lage und Klima
Valenzuela de Calatrava liegt in der weitgehend ebenen und wasserarmen Landschaft von La Mancha knapp 19 Kilometer (Fahrtstrecke) südöstlich der Provinzhauptstadt Ciudad Real bzw. ca. 200 km südlich von Madrid in einer Höhe von ca. 655 m.
Das Klima ist gemäßigt bis heiß; der eher spärliche Regen (ca. 434 mm/Jahr) fällt – mit Ausnahme der zumeist eher trockenen Sommermonate – verteilt übers Jahr.

## Bevölkerungsentwicklung
| Jahr      | 1970 | 1981 | 1991 | 2001 | 2011 | 2021 |
| Einwohner | 1315 | 938  | 806  | 830  | 766  | 662  |

Trotz der Mechanisierung der Landwirtschaft, der Aufgabe bäuerlicher Kleinbetriebe („Höfesterben“) und dem daraus resultierenden Verlust von Arbeitsplätzen ist die Einwohnerzahl der Gemeinde in der zweiten Hälfte des 20. Jahrhunderts gesunken.

## Sehenswürdigkeiten

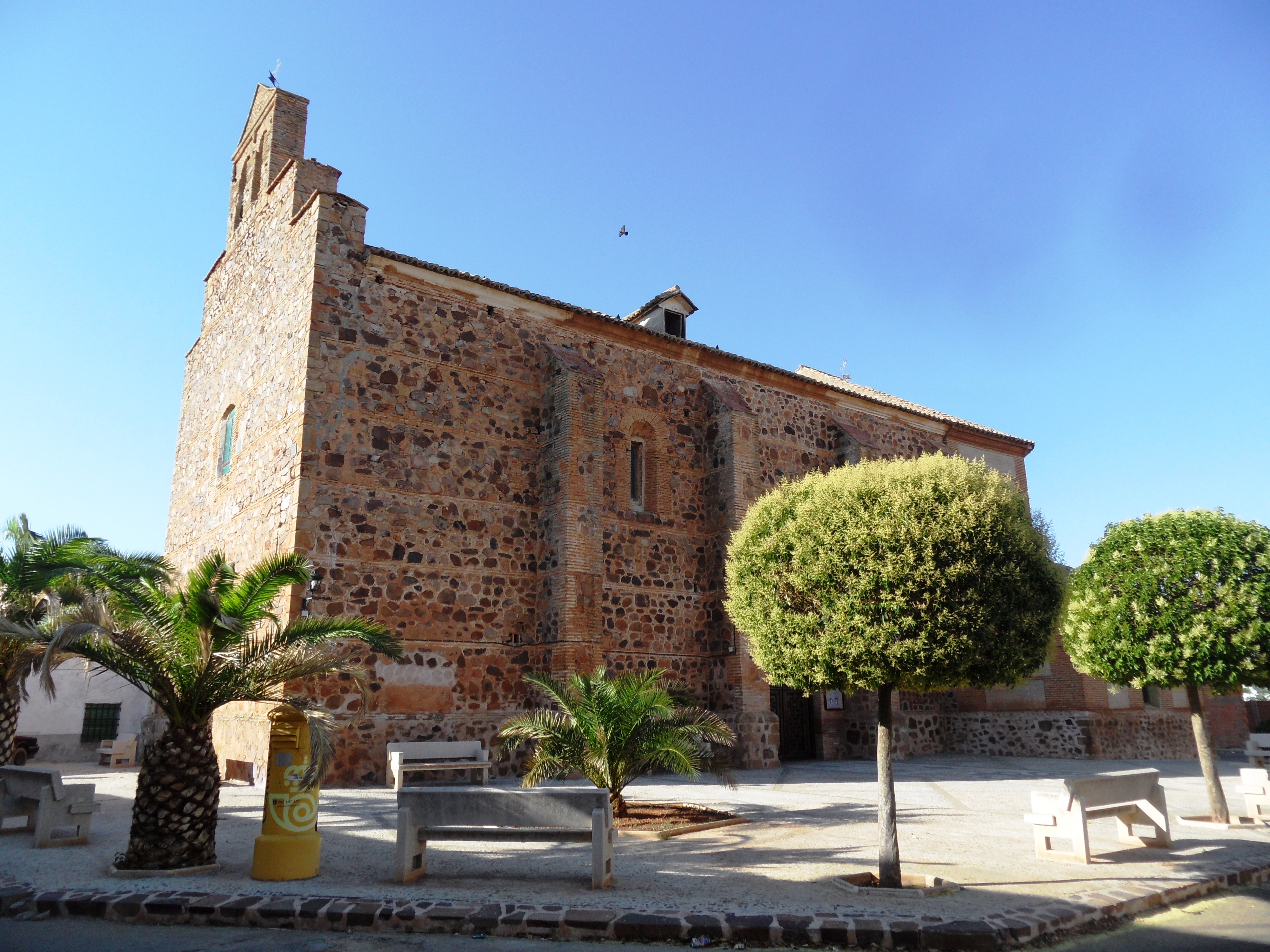
Bartholomäuskirche
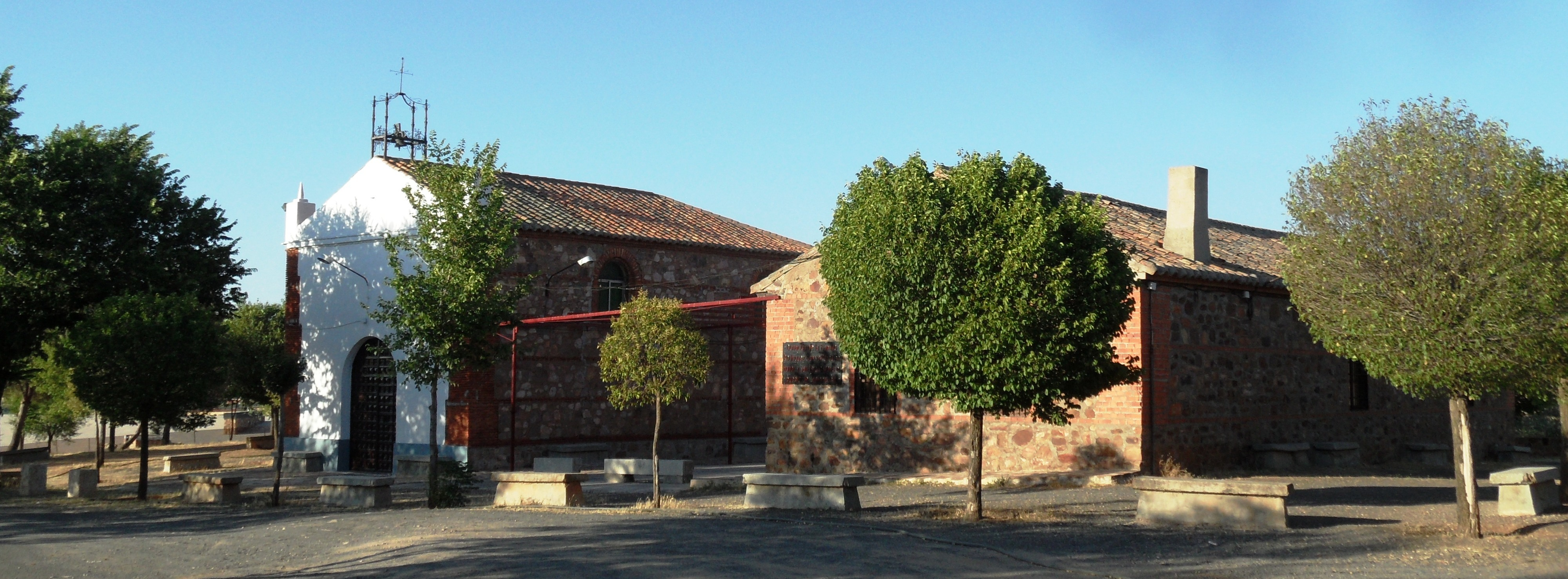
Christuskapelle
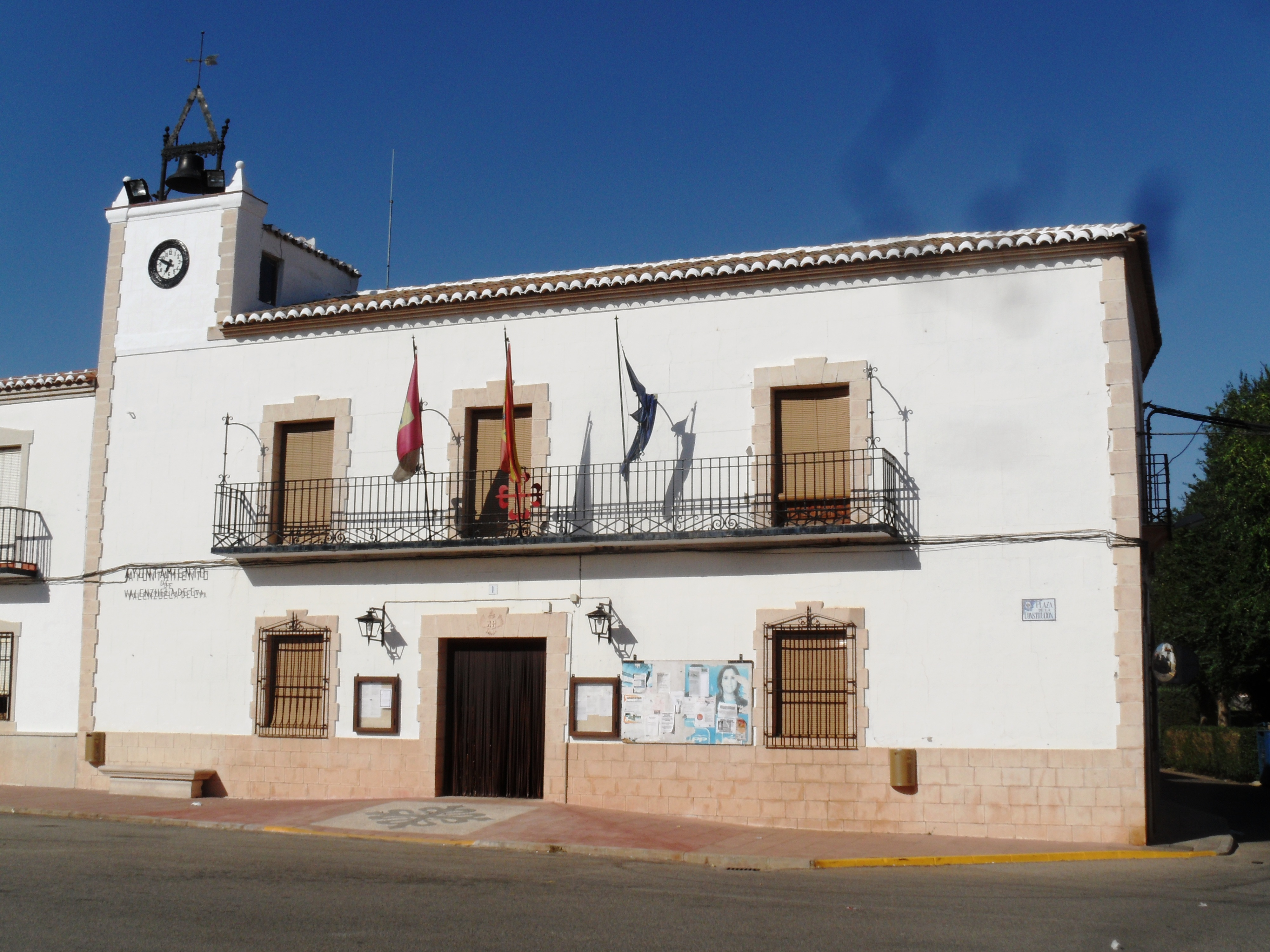
Isidorkapelle

- Bartholomäuskirche
- Isidorkapelle
- Rathaus